# Aurelia Cristea
Aurelia Cristea (ur. 24 kwietnia 1968 w okręgu Kluż) – rumuńska polityk i menedżer, parlamentarzystka, w 2014 minister delegowany ds. dialogu społecznego.

## Życiorys
W 1986 ukończyła liceum ekonomiczne w Klużu-Napoce. W latach 1998–2002 studiowała na wydziale zarządzania Universitatea de Vest din Timișoara. Kształciła się w zakresie bezpieczeństwa narodowego w Colegiul Național de Apărare din București (2005) oraz zarządzania instytucjami bankowymi na Universitatea Ecologică din București (gdzie w 2008 uzyskała magisterium). W 2010 podjęła studia doktoranckie na Uniwersytecie Babeșa i Bolyaia. Pracowała początkowo jako administrator i księgowa. Od 1997 związana z firmą ubezpieczeniową Unita, w której obejmowała stanowiska dyrektora oddziału i dyrektora ds. sprzedaży. Założyła własne przedsiębiorstwo brokerskie, działała także jako konsultantka. Przez cztery lata zasiadała w komisji nadzorującej rynek ubezpieczeń, w 2012 była dyrektorem generalnym spółki PAID, zajmującej się ubezpieczeniami od katastrof naturalnych.
W 1996 zaangażowała się w działalność polityczną w ramach PDSR. Działała w sojaldemokratycznej młodzieżówce, w 2014 została przewodniczącą okręgowych struktur Partii Socjaldemokratycznej. W 2012 wybrano ją do rady okręgu Kluż, a w grudniu tegoż roku do Izby Deputowanych, w której zasiadała do 2016. Od marca do grudnia 2014 była ministrem delegowanym ds. dialogu społecznego w trzecim rządzie Victora Ponty. Na początku 2017 odeszła z partii, sprzeciwiając się forsowanym przez socjaldemokratów zmianom w prawie karnym ograniczającym ściganie przestępstw korupcyjnych. W 2018 dołączyła do założonego przez Victora Pontę ugrupowania PRO Rumunia. Później ponownie związała się z PSD.